# HDV
Эта статья о стандарте видеозаписи. О вирусе HDV см. Гепатит D
HDV (англ. High Definition Video) — это стандарт записи видео высокой чёткости на магнитную ленту шириной 0,25 дюйма. При этом видео записывается на обычную miniDV кассету со сжатием MPEG-2 с битрейтом 25 Мбит/c. Необходимость обеспечить такой битрейт для видео обусловила возможности записи только одной стереодорожки аудио (в отличие от DV, где есть возможность записать две 12-битные стереодорожки). Степень межкадровой компрессии такого видео ниже, чем, например, у формата H.264. Разрешение HDV составляет 1440х1080 пикселей, но с соотношением 16:9. Такое соотношение достигается «растягиванием пикселей» по горизонтали, с 1440 до 1920. Поэтому для полноценного просмотра HDV также требуется телевизор FullHD, с разрешением экрана 1920х1080.
Качество видео в формате HDV ниже, чем HD 1080 (размер кадра 1920х1080 пикселей), но тем не менее формат HDV сейчас широко распространён среди пользователей. Причина заключается в том, что формат HDV был изобретён раньше, и было разработано и выпущено много видеотехники, поддерживающей только 1440х1080. Кроме того, сыграла немалую роль и распространённость носителей, ранее использовавшихся для записи видео стандартного разрешения. Первые фильмы высокого разрешения, записанные на диски HD DVD и Blu-Ray имели такое же разрешение, как и HDV — 1440х1080.

## Форматы
- HDV1 720p: 1280 x 720 пикселей с 25p или 50p в странах с системой PAL (30p или 60p в «NTSC-странах») опционально 24p
- HDV2 1080i: 1440 x 1080 пикселей с 50i в странах с системой PAL (60i в «NTSC-странах»)

## Развитие формата
Европейский вещательный союз объявил HDV 720/50p официальным стандартом HDTV. Сегмент любительского рынка прирастает камерами основанных на бескассетной технологии AVCHD, где изображение и звук записываются непосредственно на цифровой накопитель.